# Isidore Bakanja
Isidore Bakanja (asi 1887, Bokendela – 15. srpna 1909, Busira) byl konžský římskokatolický laik a zedník, zemřelý na následky mučení pro svoji víru. Katolická církev jej uctívá jako blahoslaveného mučedníka.

## Život
Narodil se asi v roce 1887 ve vesnici Bokendela. Konvertoval ke katolické církvi a v osmnácti letech, dne 6. května 1906, byl pokřtěn trapistickými misionáři, působícími v Belgickém Kongu. Po nějaké době se stal laickým katechetou. Měl velkou lásku k Blahoslavené Panně Marii, kdy se modlil růženec a nosil škapulíř Panny Marie Karmelské, který obdržel při křtu.
Jeho belgičtí kolonističtí zaměstnavatelé mu nařídili, aby přestal hlásat evangelium a aby přestal nosit hnědý škapulíř. Jejich požadavky odmítl, načež byl brutálně zbit a spoután. Rány způsobené bitím a špatným zacházením se mu vážně infikovaly a jeho zdravotní stav se prudce zhoršoval. Jeho nadřízený se jej snažil skrýt před inspektorem plantáže. Byl však nalezen a s velkými vředy převezen do domu inspektora na ošetření. Jeho stav se však zhoršil natolik, že mu žádná další lékařská pomoc již nepomohla. Inspektorovi sdělil, že umírá, protože je křesťan. Misionáře, kteří jej před smrtí navštívili, ujistil, že odpustil dozorci který jej zbil a prohlásil: "Až budu v nebi, budu se za něj vroucně modlit." Zemřel na následky mučení dne 15. srpna 1909 ve vesnici Busira poté, co z rukou misionářů přijal poslední svátosti. V následujících měsících bylo v oblasti Busira zaznamenáno více než 4 000 křtů, což bylo vnímáno jako ovoce jeho mučednictví.

## Úcta
Jeho beatifikační proces započal dne 1. června 1977, čímž obdržel titul služebník Boží. Dne 2. dubna 1993 podepsal papež sv. Jan Pavel II. dekret o jeho mučednictví.
Blahořečen pak byl dne 24. dubna 1994 na Svatopetrském náměstí papežem sv. Janem Pavlem II.
Jeho památka je připomínána 15. srpna, mezi karmelitány pak 12. srpna.